# سوسة (تونس)
سوسة، هي مدينة في تونس، عاصمة ولاية سوسة. تقع على بعد 140 كم (87 ميل) جنوب العاصمة تونس، ويبلغ عدد سكان المدينة 271,428 نسمة (إحصاء 2014). تقع سوسة في وسط شرق البلاد، على خليج الحمامات، وهو جزء من البحر الأبيض المتوسط. يعتمد اقتصادها على معدات النقل والأغذية المصنعة وزيت الزيتون والمنسوجات والسياحة وهي موطن لجامعة سوسة.

## الموقع الجغرافي
تقع سوسة في الوسط الشرقي للبلاد التونسية. وهي مركز منطقة الساحل التونسي. وتعرف بـ«جوهرة الساحل». والساحل التونسي منطقة تمتد على طول حوالي 170 كم بين بوفيشة والشابة وعرض 25 كم تقريبا بين سوسة وسيدي الهاني وسوسة مدينة ساحلية تشرف على شواطئ البحر الأبيض المتوسط. سواحلها رملية ملائمة للنشاط التجاري البحري ولنشاط صيد الأسماك وللنشاط السياحي. وتتكون تضاريسها من سهول وربى قليلة الارتفاع وأراضيها ملائمة للنشاط الزراعي وتربية الماشية كالغنم والبقر والماعز والدواجن.
مناخها متوسطي معتدل. وكميات الأمطار النازلة فيها تتراوح بين 250 و 400 مم سنويا. وهو مناخ صالح لغراسة الزياتين.
تحيط بالمدينة شبكة عمرانية كثيفة متباعدة بما يقدر بحوالي 5 كيلومترات في المعدل وأكبر المدن المحيطة بها من حيث عدد السكان هي مساكن (مركز معتمدية) والمنستير (مركز ولاية) والمهدية (مركز ولاية) ومدن أخرى كلها مراكز معتمديات كحمام سوسة والقلعة الصغرى والقلعة الكبرى.
تقع سوسة على مسافات غير كبيرة من المدن التونسية الهامة: فتقع على بعد 140 كم جنوب تونس العاصمة و 50 كم شرق القيروان و 20 كم غرب المنستير و 120 كم شمال صفاقس.

## تاريخ المدينة
أسسها الفينيقيون في الألف الأولى قبل الميلاد (سنة 1101 ق.م.) وتغير اسمها مرات:
- هدروماتوم (Hadrumetum) وهو الاسم الذي عرفت به قديما.[6]
- جوستينا وهو اسم الإمبراطور جستنيان الأول الذي احتلها.
- سوسة (المحروسة) وهو الاسم الذي استعمله المسلمون، والمرجّح أنه من أصل أمازيغي حيث أنّ عدة أماكن بشمال أفريقيا تحمل نفس الاسم، مثل سوس بالمغرب أو سوسة بليبيا. بقيت سوسة متميزة عبر العصور وهي في الوقت الحاضر مركز إداري وصناعي وتجاري وسياحي وثقافي نشيط لها مكانة متميزة على الصعيدين الداخلي والخارجي.

## المناخ الثقافي
الثقافة في العصور الإسلامية:
سوسة مدينة ساحلية نشيطة ثقافيا على مر العصور ومراكز الثقافة فيها في العصور الإسلامية هي:
الكتاتيب وهي المؤسسات التعليمية الأولى ودورها تحفيظ القرآن الكريم ومبادئ اللغة العربية والفقهية.
المسجد الكبير في قلب المدينة ووقع تأسيسه منذ القرن2 هـ وبناه الأغالبة وبقي منارة تعليمية بارزة يقدم إليه الطلاب من كامل بلاد المغرب والأندلس.
المساجد الصغيرة ومنها مسجد أبو فتاتة وهو أقدم مسجد بمدينة سوسة أسس في العهد الأغلبي.
الرباطات وهي عبارة عن أماكن للعبادة ومراقبة السواحل خوفا من إغارة البيزنطيين على السواحل الإسلامية وتتباعد الرباطات بحوالي 5 كيلومترات عن بعضها البعض وتنتشر على طول سواحل بلاد المغرب. وكانت الرباطات تعج بالعلماء والعباد من الرجال وكانوا يداومون على قراءة القرآن والحديث النبوي ويكثرون من التنفل ويضيفون إلى ذلك مراقبة الشواطئ ليلا نهارا. ويتكثف الحضور إلى هذه الأماكن في شهر رمضان. وقد زالت هذه الرباطات في العهد الفاطمي.
المدارس وهي مؤسسة حادثة في الحضارة العربية الإسلامية تطورت بعد القرن الخامس للهجرة/11م
انظر: حسن حسني عبد الوهاب ورقات في الحضارة العربية الإسلامية.
أما في الفترة المعاصرة فقد اكتسبت سوسة من تجربتها الدفينة على المستوى الحضاري والمعرفي لتنجب العديد من الكتاب والشعراء بالإضافة إلى العديد من الجمعيات الثقافية التي تحرص على تركيز وتفعيل العمل الثقافي - المعرفي وتشريك كل الأفراد فيه وكل المؤسسات. وقد شهدت مدينة سوسة انطلاقا من سنة 2009 نشوء نوع جديد من الحراك الثقافي حملته حركة نشيد على عاتقها لتحاول إرساء نهج جديد للعمل الثقافي يقوم أساسا على ركيزتي السلام والمحبّة اللذان إن صُقلا بالمعرفة أنجبا جيلا من الحكماء والإنسانيين.

## المؤسسات التربوية

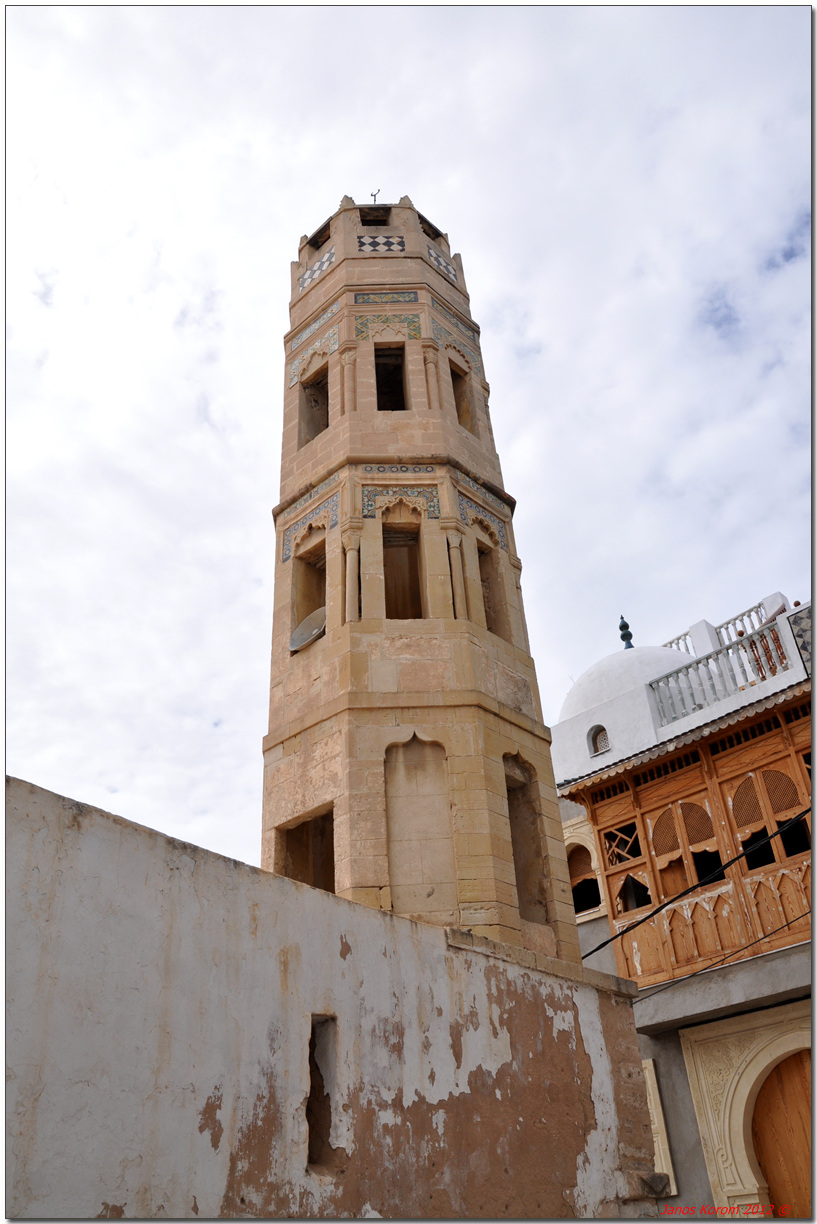
صومعة أحد مدارس سوسة التقليدية

تحتضن المدينة جامعة سوسة (والتي كانت تعرف بجامعة الوسط). وتضم جامعة سوسة العديد من الكليات والمعاهد العليا مثل: كلية الآداب بسوسة، كلية الحقوق، كلية الطبّ، المعهد العالي للفنون الجميلة وغيرها. كما يوجد عدد من المعاهد الثانوية منها: المدرسة الإعدادية النموذجية بالباب الشمالي بسوسة، المعهد النموذجي، معهد محمد معروف (و يعرف أيضا باسم معهد الذكور)، معهد الطاهر صفر (و يعرف أيضا باسم معهد الفتيات)، معهد حيّ الرياض (و يعرف أيضا باسم المعهد الكبير)، معهد 20 مارس، معهد عبد العزيز الباهي، معهد محمد العروي (و يعرف أيضا باسم معهد جوهرة)، و معهد ابن رشد بحي الرياض.

## الرياضة

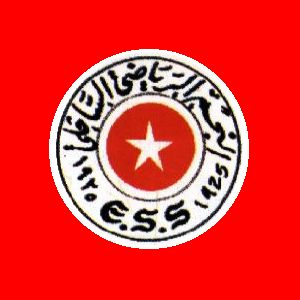
الشعار التاريخي للنجم الرياضي الساحلي - 1925

النجم الرياضي الساحلي هو الجمعية الرياضية المسيطرة على منطقة الساحل. تأسٌست في 11 ماي 1925 ومقرها في مدينة سوسة (حاليٌا في شارع محمد القروي). تحتوي الجمعيٌة على ستة فروع وهي كرة القدم والكرة الطائرة وكرة السلة وكرة اليد والجودو والمصارعة. يعتبر فريق كرة القدم في الجمعية من أعرق فرق الدوري التونسي, وكان قد خاض نهائي كأس رابطة الأبطال الإفريقية سنتي 2004 و2005 وفاز بأمجد الكؤوس الأفريقية أمام النادي الأهلي المصري بنتيجة 3 مقابل 1 يوم 9 نوفبر 2007 بملعب القاهرة (أهداف عفوان الغربي وأمين الشرميطي وموسى ناري) كما شارك النجم في كأس العالم للأندية باليابان وفاز على بطل الكونكا كاف نادي باتشوكا المكسيكي بهدف لصفر كان سجّله موسى ناري واحتل المرتبة الرابعة عالميا بعد الخسارة أمام فريق أوراوا راد الياباني بركلات الجزاء.
توجد جمعيات رياضية أخرى في سوسة كالملعب السوسي، والٌذي كان من أبطال كرة القدم التونسية في الستينات، وألعاب القوى السوسي والجمعية النسائية بالساحل الٌذي يعد في صفوفه فريق كرة قدم وكرة يد نسائية جيٌدة والأمل الرياضي بحمام سوسة الذي التحق بالرابطة المحترفة الأولى في موسم 2007 -2008 والهلال الرياضي بمساكن.

## شخصيات مهمة من المدينة
- أبو جعفر
- ابن عمر، يحي بن عمر بن يوسف صاحب كتاب أحكام السوق
- حسن أحمد خرباش

## الطقس
حسب تصنيف كوبن للمناخ، يصنّف طقس مدينة سوسة بأنه مناخ متوسطي شبه قاحل (BSh).
سجّلت أعلى درجة حرارة في المدينة في 28 آب (أغسطس) 2007، وكانت 48 درجة مئوية، بينما كانت أدنى درجة حرارة صفر مئوي وسجلت بتاريخ 27 كانون الأول (ديسمبر) 1993.
| البيانات المناخية لـسوسة                                                | البيانات المناخية لـسوسة | البيانات المناخية لـسوسة | البيانات المناخية لـسوسة | البيانات المناخية لـسوسة | البيانات المناخية لـسوسة | البيانات المناخية لـسوسة | البيانات المناخية لـسوسة | البيانات المناخية لـسوسة | البيانات المناخية لـسوسة | البيانات المناخية لـسوسة | البيانات المناخية لـسوسة | البيانات المناخية لـسوسة | البيانات المناخية لـسوسة |
| الشهر                                                                   | يناير                    | فبراير                   | مارس                     | أبريل                    | مايو                     | يونيو                    | يوليو                    | أغسطس                    | سبتمبر                   | أكتوبر                   | نوفمبر                   | ديسمبر                   | المعدل السنوي            |
| ----------------------------------------------------------------------- | ------------------------ | ------------------------ | ------------------------ | ------------------------ | ------------------------ | ------------------------ | ------------------------ | ------------------------ | ------------------------ | ------------------------ | ------------------------ | ------------------------ | ------------------------ |
| الدرجة القصوى °م (°ف)                                                   | 27 (81)                  | 30 (86)                  | 37 (99)                  | 36 (97)                  | 43 (109)                 | 47 (117)                 | 47 (117)                 | 48 (118)                 | 42 (108)                 | 40 (104)                 | 31 (88)                  | 30 (86)                  | 48 (118)                 |
| متوسط درجة الحرارة الكبرى °م (°ف)                                       | 15.8 (60.4)              | 16.3 (61.3)              | 17.8 (64.0)              | 20.2 (68.4)              | 23.4 (74.1)              | 27.1 (80.8)              | 30.7 (87.3)              | 31.5 (88.7)              | 30.2 (86.4)              | 25.6 (78.1)              | 20.8 (69.4)              | 16.7 (62.1)              | 23.0 (73.4)              |
| المتوسط اليومي °م (°ف)                                                  | 11.4 (52.5)              | 11.7 (53.1)              | 13.3 (55.9)              | 15.6 (60.1)              | 18.7 (65.7)              | 22.4 (72.3)              | 25.6 (78.1)              | 26.2 (79.2)              | 25.0 (77.0)              | 20.9 (69.6)              | 16.1 (61.0)              | 12.4 (54.3)              | 18.3 (64.9)              |
| متوسط درجة الحرارة الصغرى °م (°ف)                                       | 7.0 (44.6)               | 7.2 (45.0)               | 8.9 (48.0)               | 11.0 (51.8)              | 14.1 (57.4)              | 17.8 (64.0)              | 20.6 (69.1)              | 20.9 (69.6)              | 19.9 (67.8)              | 16.3 (61.3)              | 11.5 (52.7)              | 8.1 (46.6)               | 13.6 (56.5)              |
| أدنى درجة حرارة °م (°ف)                                                 | 1 (34)                   | 1 (34)                   | 4 (39)                   | 5 (41)                   | 9 (48)                   | 13 (55)                  | 14 (57)                  | 20 (68)                  | 15 (59)                  | 10 (50)                  | 1 (34)                   | 0 (32)                   | 0 (32)                   |
| الهطول مم (إنش)                                                         | 43 (1.7)                 | 48 (1.9)                 | 35 (1.4)                 | 28 (1.1)                 | 15 (0.6)                 | 9 (0.4)                  | 2 (0.1)                  | 7 (0.3)                  | 35 (1.4)                 | 44 (1.7)                 | 35 (1.4)                 | 53 (2.1)                 | 354 (14.1)               |
| متوسط الأيام الممطرة                                                    | 7                        | 6                        | 7                        | 6                        | 5                        | 2                        | 1                        | 2                        | 4                        | 6                        | 6                        | 7                        | 59                       |
| ساعات سطوع الشمس اليومية                                                | 6                        | 7                        | 7                        | 8                        | 10                       | 11                       | 12                       | 11                       | 9                        | 7                        | 7                        | 6                        | 8                        |
| المصدر #1: Climate-Data.org, Weather2Travel for rainy days and sunshine |                          |                          |                          |                          |                          |                          |                          |                          |                          |                          |                          |                          |                          |
| المصدر #2: Voodoo Skies for record temperatures                         |                          |                          |                          |                          |                          |                          |                          |                          |                          |                          |                          |                          |                          |

| كانون الثاني (يناير) | شباط (فبراير) | آذار (مارس)   | نيسان (أبريل) | أيار (مايو)   | حزيران (يونيو) | تموز (يوليو)  | آب (أغسطس)    | أيلول (سبتمبر) | تشرين الأول (أكتوبر) | تشرين الثاني (نوفمبر) | كانون الأول (ديسمبر) |
| -------------------- | ------------- | ------------- | ------------- | ------------- | -------------- | ------------- | ------------- | -------------- | -------------------- | --------------------- | -------------------- |
| 16 °م (61 °ف)        | 15 °م (59 °ف) | 15 °م (59 °ف) | 16 °م (61 °ف) | 18 °م (64 °ف) | 21 °م (70 °ف)  | 24 °م (75 °ف) | 26 °م (79 °ف) | 25 °م (77 °ف)  | 23 °م (73 °ف)        | 21 °م (70 °ف)         | 18 °م (64 °ف)        |